# Mohamed Monir
Mohamed Monir (11 de mayo de 1986) es un deportista egipcio que compitió en judo. Ganó una medalla de plata en el Campeonato Africano de Judo de 2010, en la categoría de –60 kg.

## Palmarés internacional
| Campeonato Africano | Campeonato Africano | Campeonato Africano | Campeonato Africano |
| Año                 | Lugar               | Medalla             | Categoría           |
| ------------------- | ------------------- | ------------------- | ------------------- |
| 2010                | Yaundé (Camerún)    | Medalla de plata    | –60 kg              |